# Allée couverte de Dampsmesnil
L’allée couverte de Dampsmesnil est une allée couverte remarquable par la sculpture qui figure sur l’un des supports. Elle est située sur la commune de Dampsmesnil dans le département de l’Eure en France.

## Localisation
Le mégalithe est situé dans le bois de la Garenne en léger retrait du sommet du versant sud-ouest d’une vallée sèche.

## Description
Le monument est composé d’une chambre et d’un vestibule orienté au sud-ouest. Sa longueur totale est de 10,5 m , sa largeur moyenne est de 1,67 m et sa hauteur libre de 2 m ; elle atteint même 2,25 m à l’entrée. Le sol est formé de dalles de pierre plates brutes de 0,25 m à 0,35 m de longueur sur 0,15 m à 0,20 m de largeur.

### Chambre
La longueur de la chambre est de 5,81 m. Elle était constituée de huit supports sur lesquels reposaient trois dalles de couverture. Deux sont toujours en place mais celle qui protégeait le fond de la chambre a été brisée et ses morceaux parsèment le site actuel. Le fond de la galerie est fermé par un bloc de 2 m de largeur sur 1,80 m de haut et 0,40 m d’épaisseur.

### Dalle percée
Comme de nombreuses allées couvertes des environs (la Bellée, Pinterville, Bois-Couturier), la chambre est séparée du vestibule par une dalle percée fermée d’un bouchon en pierre. Sa partie inférieure a été retrouvée lors des fouilles de 1894. Elle mesure 2,92 m de long pour une épaisseur de 0,23 m. Le bord inférieur du trou est à 0,76 m du dallage. Sa longueur largement supérieure à la largeur du couloir s’explique par son encastrement entre les supports séparant la chambre du vestibule.
Le diamètre de l’orifice est d’environ 0,60 m. Il a la particularité d’être entouré d’une feuillure de 75 mm de profondeur sur 70 mm de largeur. On observe le même type d’entaille sur l’allée couverte de Dampont à Us à 25 km de là ainsi que la même disposition encastrée de la dalle percée. Comme dans les autres sépultures où ce type de fermeture a été retrouvé, il est probable que le bouchon de pierre était maintenu en place par une poutre coincée dans les parois. La feuillure assurait l’étanchéité entre la chambre funéraire où les corps se décomposaient et le vestibule où les cérémonies funéraires pouvaient se tenir. La qualité du travail de cette pierre dont l’ouverture est presque parfaitement circulaire montre le degré d’évolution atteint par ces populations.

### Vestibule et sculpture

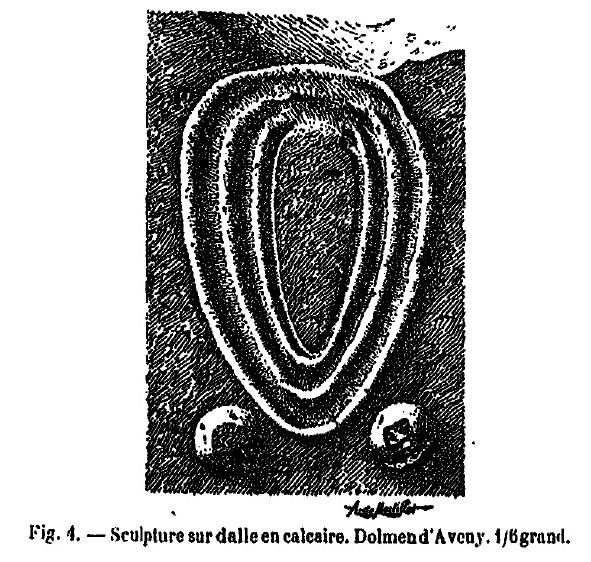
Croquis de la sculpture du support relevé par Adrien de Mortillet vers 1889.

La longueur actuelle du vestibule est de 3 m mais les destructions subies par le monument au cours des siècles laissent planer le doute sur la longueur originelle. Une seule dalle de couverture a été retrouvée sur place. Elle a été replacée en 1894 sur le support sculpté pour le protéger.
Le premier support à gauche de la dalle percée est en effet orné d’une représentation féminine consistant en une figure en relief de forme ovale, encadrée de trois bourrelets concentriques, au bas desquels deux mamelons font saillie. D’après le préhistorien Adrien de Mortillet, une sculpture identique se retrouve sur l’allée couverte du Trou aux Anglais, déplacée d'Épône dans les fossés du château de Saint-Germain-en-Laye. D’autres dolmens portent des figures semblables : allée couverte du Bois-Couturier à Guiry-en-Vexin, Pierre Turquaise ou dolmen de la Bellée à Boury-en-Vexin. Elles symbolisent, pense-t-on, la « déesse des morts » ou déesse funéraire, témoignant peut-être d’une influence méditerranéenne. D’autres archéologues y voient le signe que l’antichambre servait d’espace cérémoniel lors des inhumations. Seul mégalithe de Normandie présentant un décor gravé, la sculpture a fait l’objet d’un moulage en résine en juillet 1985, elle est maintenant exposée dans cinq musées.

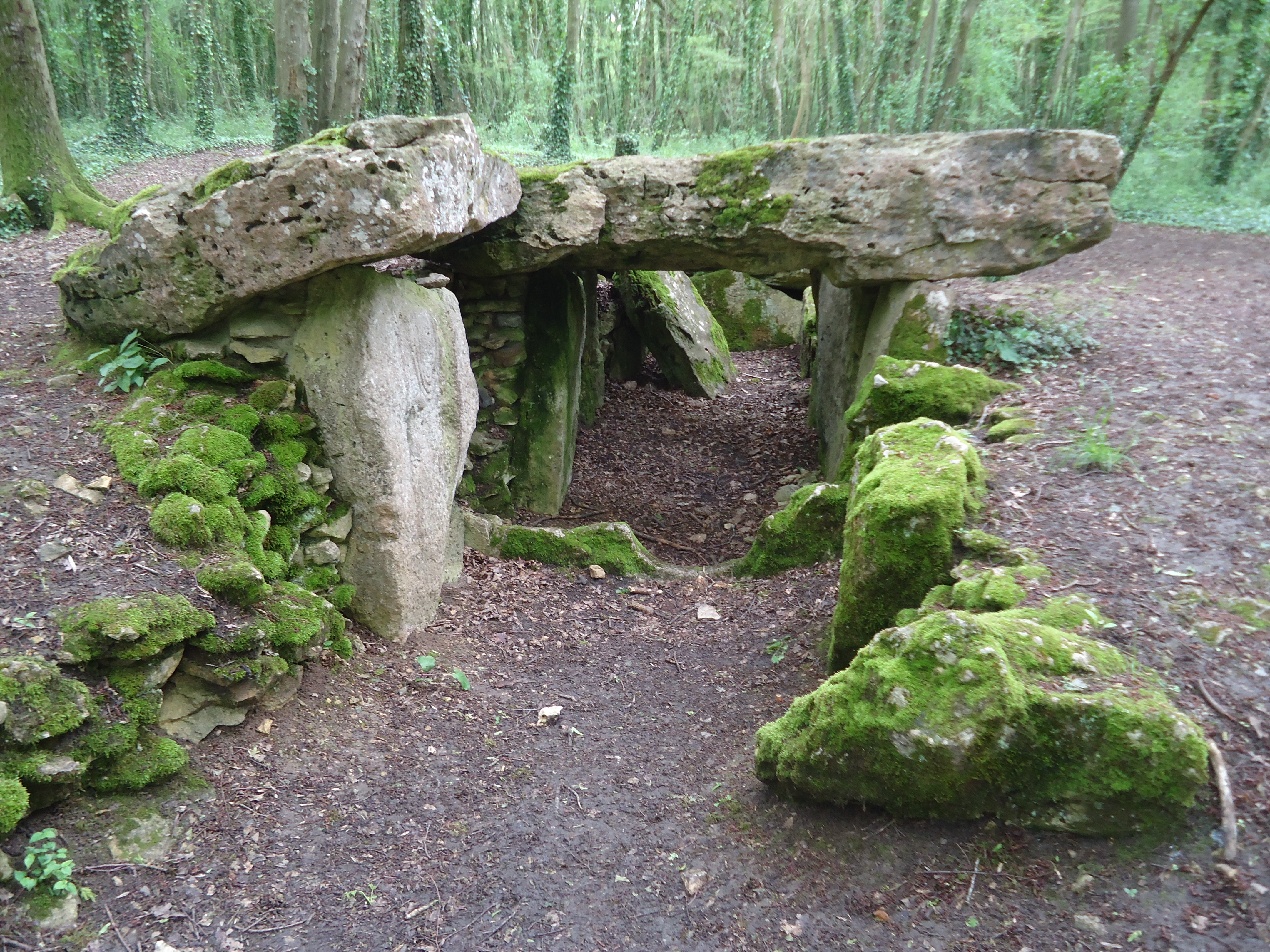
Entrée de la chambre.
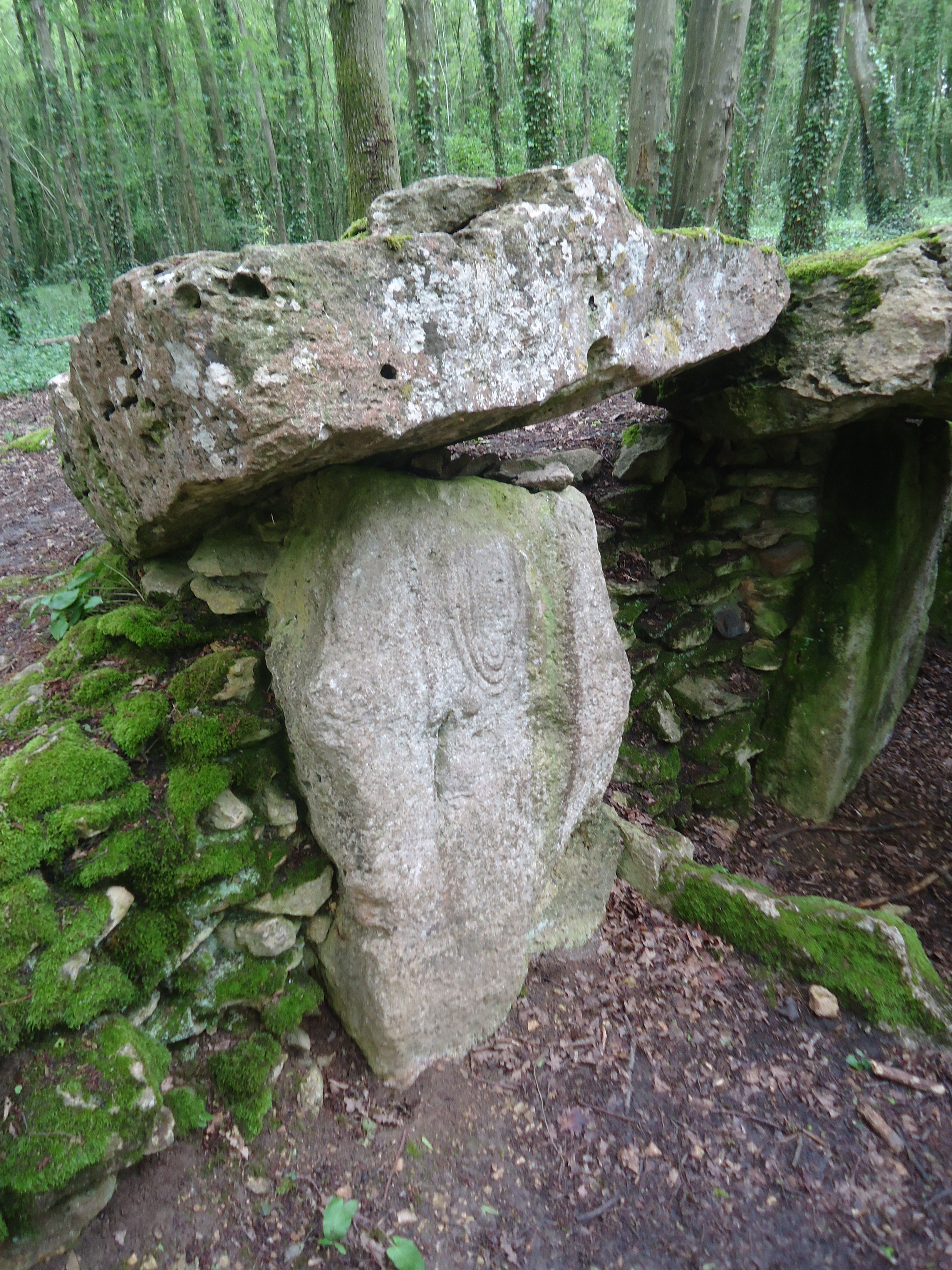
Support sculpté.
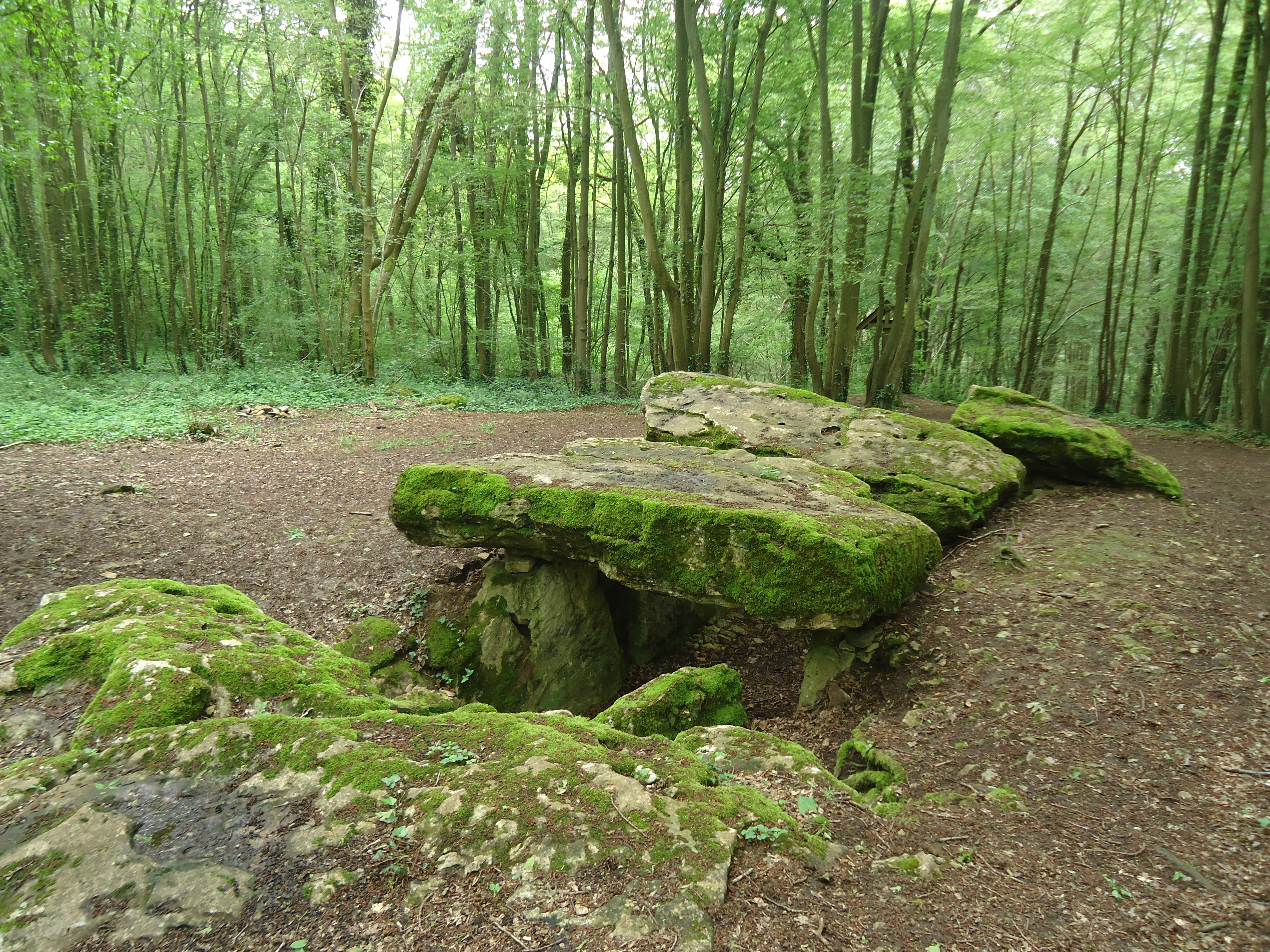
Vue de la chambre funéraire.
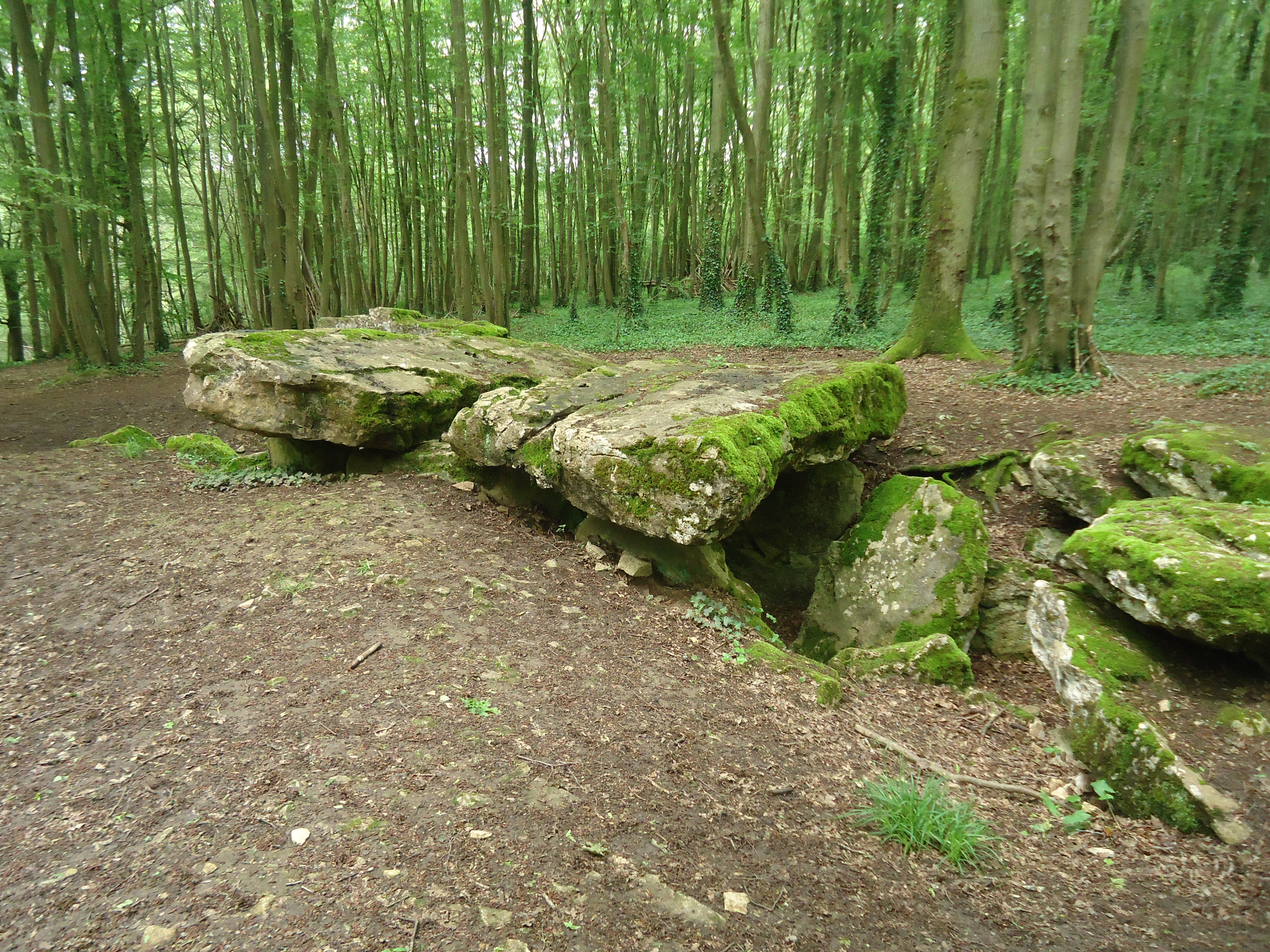
Chambre funéraire à droite.

## Historique

### Utilisation du dolmen
La date de construction du monument est estimée entre 2 500 ans av. J.-C. et 2 000 ans av. J.-C. ce qui correspond au néolithique final. Ses bâtisseurs étaient des agriculteurs sédentaires appartenant à la culture Seine-Oise-Marne,. Les fouilles ont révélé qu’il a été réutilisé à l’époque romaine et vidé alors des ossements et du mobilier qui s’y trouvait. Des ossements humains mélangés à des débris de poterie et des morceaux de tuiles à rebord prouvent que le monument a conservé son rôle de sépulture. On y a même trouvé une « pièce en bronze d’aspect romain ». Puis le mégalithe n’intéressa plus que les chercheurs de trésor. Des fouilles y furent entreprises quelques années avant la Révolution dans l’espoir d’y trouver des objets de valeur mais sans qu’aucun rapport écrit ne soit conservé. Au début du XIXe siècle, d’après les témoignages recueillis par le vicomte de Pulligny, l’allée couverte mesurait 17 m de long et était toujours recouverte de dalles. On pouvait la parcourir sans se pencher et une dalle percée en obstruait le passage. C’est à cette époque que le monument fut livré aux carriers. De nombreuses dalles furent brisées pour utiliser leur calcaire comme matériau de construction, d’autres furent jetées en bas de la colline.

### Mentions du dolmen

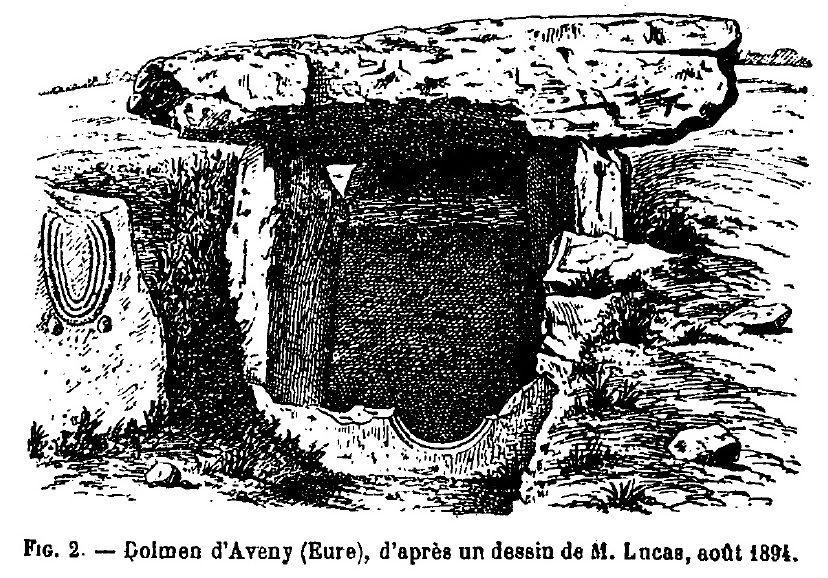
Dessin représentant la sculpture ainsi que la dalle percée peu de temps après sa découverte par Martial Imbert en 1894.

Le premier à décrire le mégalithe est le vicomte de Pulligny dans son livre L’art préhistorique dans l’Ouest et notamment en Haute Normandie paru en 1879. Le monument a beaucoup souffert de l’extraction de ses pierres mais il a encore fière allure : « La galerie est recouverte de blocs posés à plat, joint contre joint ; chacun a 3,80 m de long sur une épaisseur de 70 à 80 cm. Ces dalles sont au nombre de cinq. La première renversée et brisée avait 2 m de large, la seconde a 1,60 m ; elle est écartée de la troisième par un arbre poussé fortuitement dans le joint, ou plutôt par la main de l’homme qui l’a déplacée ; la troisième a 2 m ; la quatrième glissée sous la cinquième, 1,60 m, et la cinquième 2. L’édifice terminé par un bloc planté debout, mesure 8 m de long de l’entrée jusqu’au bloc ». Au vu des différentes excavations qu’il découvre et des nombreuses dalles éparpillées autour du site, De Pulligny estime que l’allée pouvait faire 20 à 24 m de long à l’origine. Il évoque même la possibilité qu’il y ait eu d’autres allées couvertes parallèles au monument toujours visible et qui auraient été détruites par les carriers. Un des ouvriers lui raconte qu’en extrayant des blocs de pierre, il a effondré un passage souterrain qui joignait deux de ces allées maintenant disparues. Malgré toutes ces destructions, le vicomte a compris l’intérêt exceptionnel du site : 
« Même détérioré comme il l’est, notre monument de Dampsmesnil serait encore assez imposant pour nous dispenser de toute appréciation, si l’intérêt qu’il présente ne se trouvait augmenté par l’existence, sur l’un de ses jambages, d’un signe particulier, empreinte mystérieuse dont nous laisserons à la science le soin de déchiffrer le sens. Sur le premier support de gauche, et en dedans de l’allée, on remarque deux figures ovales à quatre lignes concentriques, dont la grande ellipse mesure quarante centimètres de haut sur vingt de large. »
Bizarrement, De Pulligny ne remarque pas les deux protubérances sculptées en dessous de ces figures ovales. Interrogés sur l’origine de ces dessins mystérieux, les habitants du hameau voisin y voient « l’empreinte de la griffe du diable ».
Adrien de Mortillet est le premier à faire une description exacte de la gravure dans un article publié en 1893 dans le Bulletin de la Société d’anthropologie de Paris. Il y joint un croquis fidèle et y voit une « représentation féminine » au contraire de De Pulligny qui hésitait entre un « appareil décoratif » ou un « mode d’épigraphie raisonnée ».

### Fouilles de 1894 - 1896

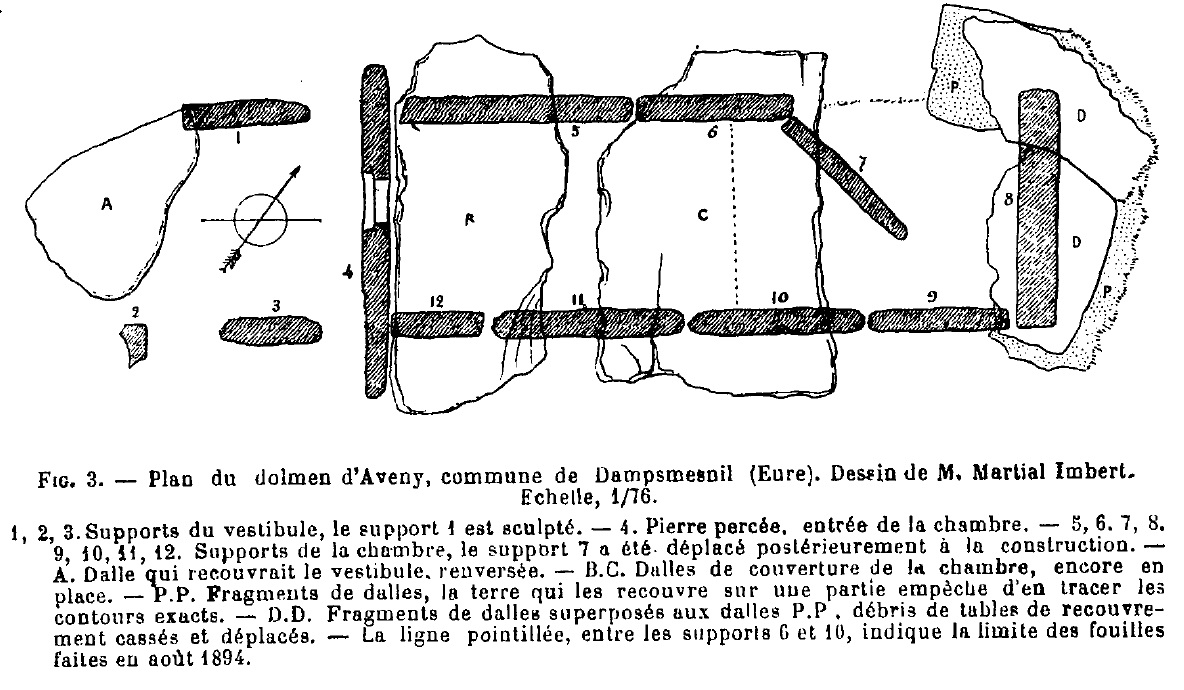
Vue en plan de l’allée couverte relevé par Martial Imbert en 1894.

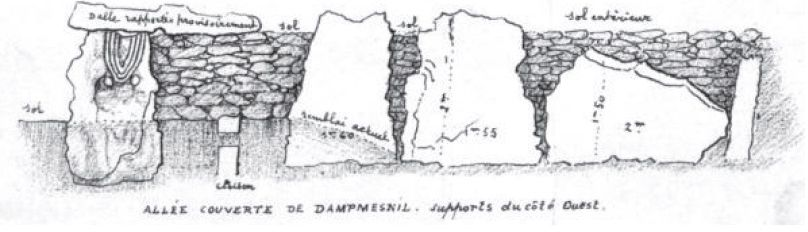
Vue en coupe côté ouest de l’allée dessinée par Coutil vers 1897.

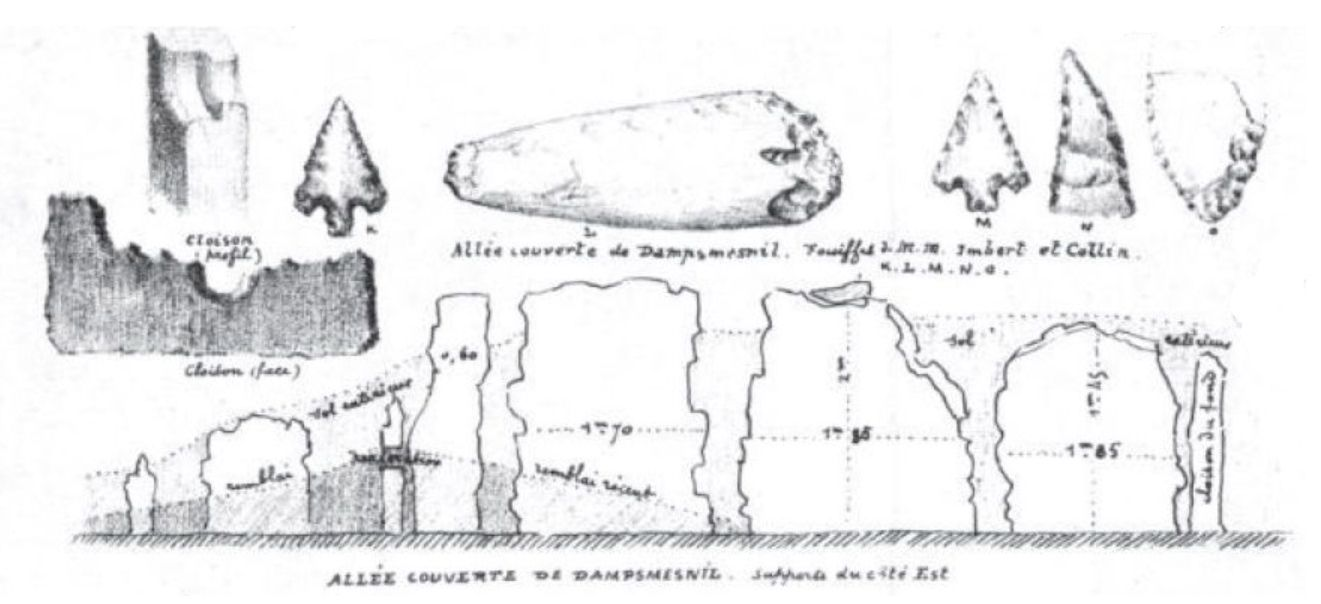
Vue en coupe côté est de l’allée dessinée par Coutil vers 1897.

Les témoignages recueillis par le vicomte évoquaient l’existence d’une dalle percée qui aurait été brisée par les carriers Des fouilles sont lancées par Martial Imbert entre le 27 et le 30 août 1894 avec l’espoir d’en retrouver les morceaux. Les efforts sont couronnés de succès puisque la moitié inférieure de la dalle percée est retrouvée à un mètre de profondeur toujours en place, bien que penchée d’une vingtaine de degrés. Les travaux de déblaiement sont gênés par les racines des arbres qui ont envahi la couche de déblais qui recouvre le sol du dolmen si bien qu’au bout de quatre jours, seule la moitié du monument a pu être déblayée. La récolte est maigre mais encourageante ; une pointe de flèche barbelée à pédoncule en silex gris et un petit cylindre en os de 2 cm percé dans sa longueur et provenant certainement d’un collier.
Ces objets ayant été trouvés à quelques centimètres du sol du mégalithe, les archéologues comprennent que seul un déblaiement complet permettra de retrouver des objets qui auraient échappé au nettoyage de l’époque romaine. Les fouilles reprennent en août 1896 dirigées par Martial Imbert et Émile Collin. L’évacuation des terres est achevée et on tamise les déblais retirés. Des dents et des ossements humains sont retrouvés ainsi que plusieurs artefacts néolithiques :
- Trois pointes de flèche triangulaires à pédoncule, en silex gris de 35 mm de longueur ;
- Un petit tranchet de 37 mm sur 22 mm ;
- Une perle de collier en os de 20 mm ;
- Une grande hache en silex dont le tranchant a été retaillé pour être repoli ;
- Une hache brisée ;
- Un percuteur ;
- Une petite lame tranchante ;
- Trois ou quatre lames en silex d’assez grosses dimensions ;
- La moitié d’une petite géode qui a pu servir de jouet ou de godet ;
- Une dent d’ours
- Une dent canine de loup ou de chien
- Une dent de cheval
- Plusieurs centaines de dents humaines et des fragments importants de mâchoire humaine et de morceaux de crâne ;
- Des fragments d’une dizaine de vases néolithiques[18].

Le 14 août, on soulève la dalle effondrée à l’entrée de l’allée pour la placer au dessus du support sculpté afin de lui servir de protection. Le dernier jour, on remet les déblais sur la pierre percée après avoir protégé son ouverture par une pierre. On espère ainsi la protéger de la destruction. Tous les objets retrouvés sont remis à la Société d'anthropologie de Paris. Cette campagne a également permis de dresser un plan fidèle du mégalithe.

### Classement du monument
L’allée couverte est classée au titre des monuments historiques par arrêté du 28 janvier 1907.